# Mare de Déu dels Socors de Centelles
La Mare de Déu dels Socors de Centelles, o capella del Socós (en la parla local), és un edifici de Centelles (Osona) inclòs a l'Inventari del Patrimoni Arquitectònic de Catalunya.

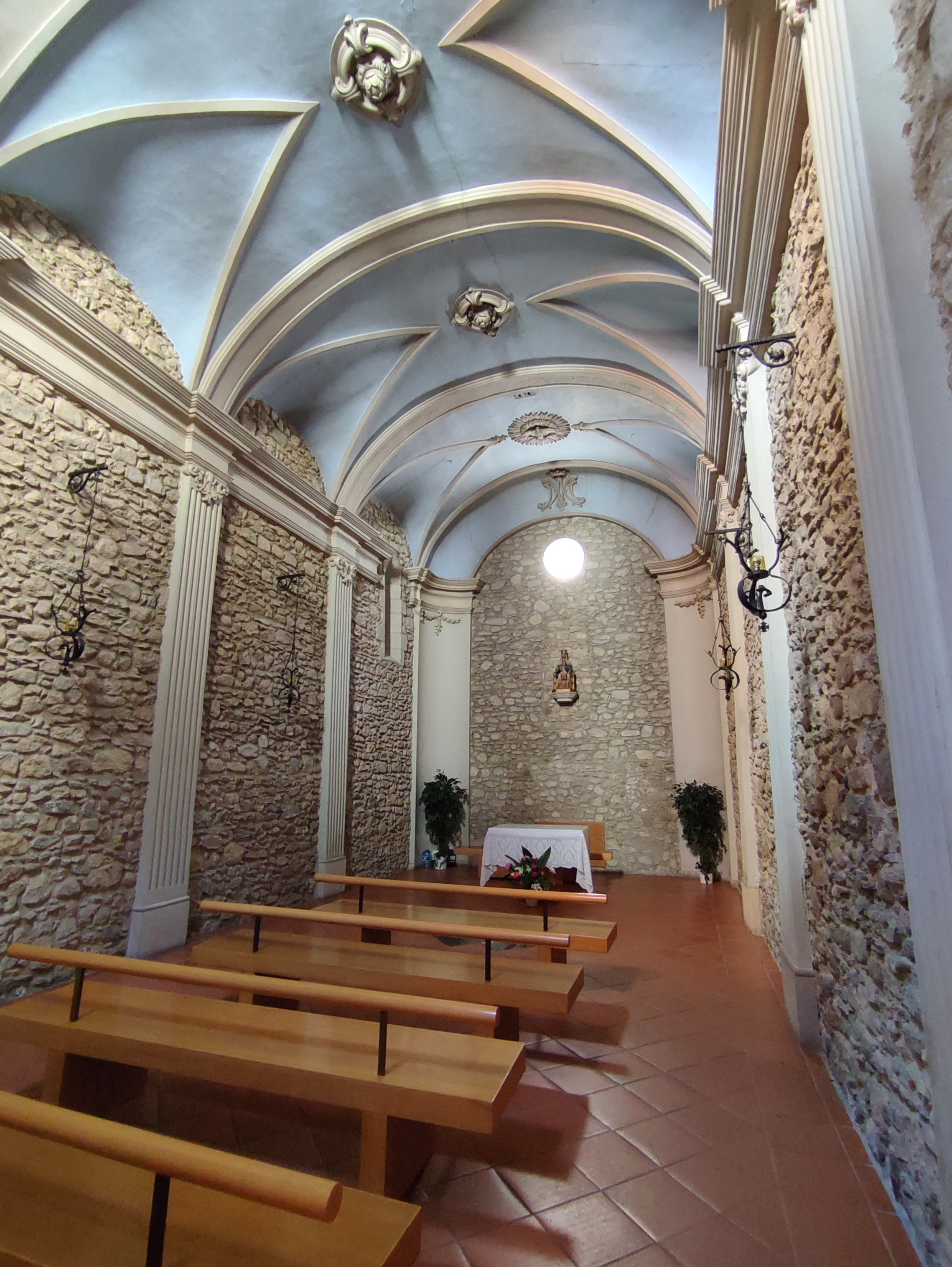
Interior de la capella

## Descripció
Es tracta d'una església de petites dimensions, de planta rectangular i petit absis, amb tres austeres columnes a banda i banda.
A la façana principal hi ha un portal amb columnes rectangulars estriades molt deteriorades, i a sobre, un frontó de forma triangular sustentat per una llinda. El pis superior és acabat per un campanaret a la part central. L'interior ha estat reformat recentment.

## Història
L'edifici va ser construït a la primera meitat del segle xvi fora les muralles de la vila, està dedicat a la Mare de Déu del Socors.
Hi feia estades i visites el noi Miquel Argemir, de família centellenca, futur Sant Miquel dels Sants.
L'església va ser restaurada l'any 1983.